# Phryxe quadrinotata
Phryxe quadrinotata là một loài ruồi trong họ Tachinidae.